# Weisung Nr. 21

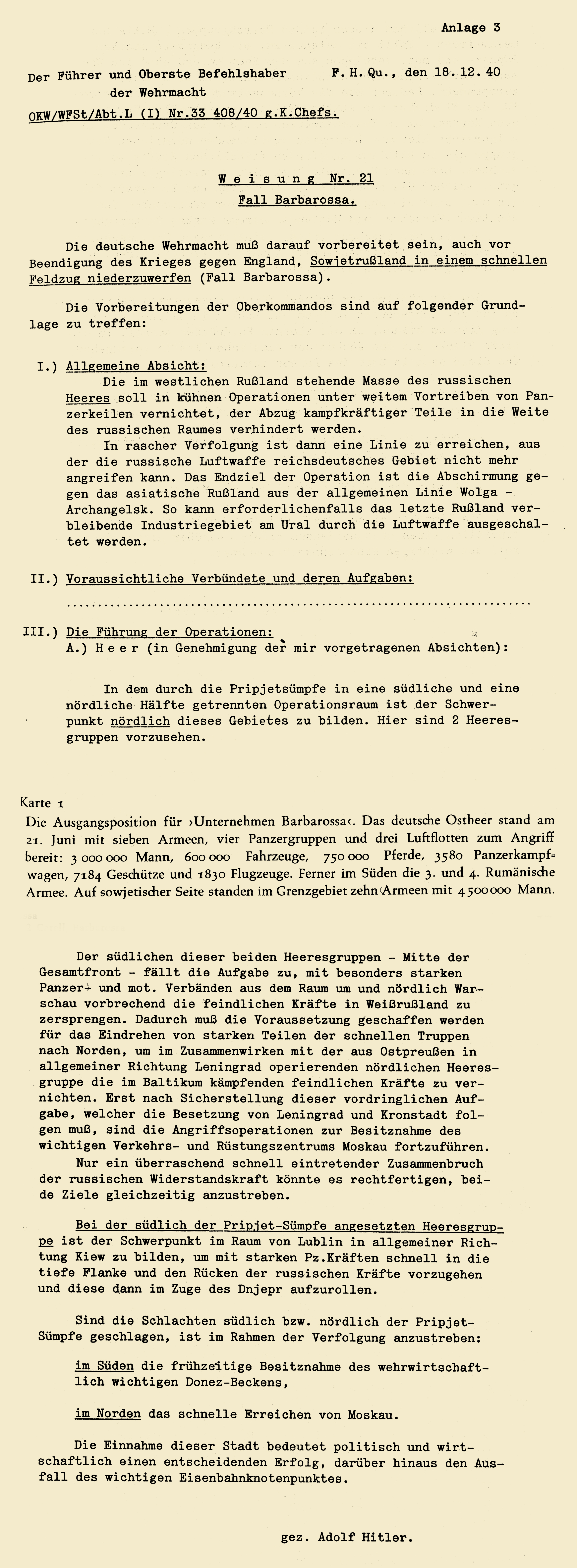
Weisung Nr. 21 Fall Barbarossa

Mit der Weisung Nr. 21, nach dem Decknamen gelegentlich auch Barbarossabefehl genannt, erteilte Adolf Hitler am 18. Dezember 1940 an das Oberkommando der Wehrmacht (OKW) und den Wehrmachtführungsstab (WFSt) einen Führererlass zur Vorbereitung aller Wehrmachtsteile auf die „Niederwerfung Sowjetrusslands in einem schnellen Feldzug.“ Endziel dieses Deutsch-Sowjetischen Krieges war die „Abschirmung gegen das asiatische Russland aus der allgemeinen Linie Wolga–Archangelsk“, später als AA-Linie bezeichnet. Dies war eine östlich von Moskau gedachte Linie zwischen den beiden Hafenstädten Astrachan, im Süden am Wolgadelta zum Kaspischen Meer gelegen, sowie Archangelsk im Norden am Weißen Meer.
Im Verlauf des Westfeldzugs der Wehrmacht im Zweiten Weltkrieg führte der Überfall auf die Niederlande, Belgien und Luxemburg bereits Ende Mai 1940 zur britischen Operation Dynamo, der Rückführung des Großteils des britischen Expeditionskorps (BEF) und Teilen der französischen Armee vom europäischen Festland nach Großbritannien, gefolgt vom Waffenstillstand mit Frankreich am 22. Juni 1940. Einen solchen Blitzkrieg glaubte Hitler nun, ungeachtet des deutsch-sowjetischen Nichtangriffspakts, auch gegen die Sowjetunion führen zu können.
Vorarbeiten leisteten die Loßberg-Studie des OKW vom 15. September 1940 und der von Erich Marcks am 5. August vorgelegte Operationsentwurf Ost des OKH.
Die Weisung regelte die dem Heer, der Luftwaffe und der Kriegsmarine dabei nach dem Prinzip der „verbundenen Waffen“ zugedachten strategischen Ziele sowie die den voraussichtlichen Verbündeten Rumänien und Finnland (siehe Fortsetzungskrieg) zufallenden Aufgaben. Die Oberbefehlshaber aller Waffengattungen wurden aufgefordert, ihre zur Umsetzung der Weisung getroffenen Anordnungen an Hitler, den Führer und Obersten Befehlshaber der Wehrmacht zu berichten.
Bernhard von Loßberg legte den ersten Entwurf zur Weisung Nr. 21 am 12. Dezember 1940 Alfred Jodl vor. Dieser ordnete einige Änderungen an und trug die neue Version am 17. Dezember Hitler vor. Dieser befahl eine entscheidende Abänderung, nämlich dass die Heeresgruppe Mitte nach Zersprengen der vor ihr stehenden Feindkräfte vor dem Stoß auf Moskau zunächst nach Norden eindreht um die vor der Heeresgruppe Nord stehenden Kräfte zu vernichten. Damit befand Hitler sich im Gegensatz zu den Auffassungen des Oberkommando des Heeres, welches direkt auf Moskau vorstoßen wollte. Ein Streit, der in der Augustkrise eskalieren sollte. Am 3. Februar 1941 folgte eine Besprechung über die Aufmarschanweisung für das „Unternehmen Barbarossa“ und wurde danach vom Oberbefehlshaber des Heeres unterzeichnet und trat damit als gültige Weisung für das Heer in Kraft.
Hitler war entschlossen, die Wehrmacht zum Instrument eines rasse-ideologischen Vernichtungskrieges zu machen und die Grenzen zwischen militärischer und politisch-ideologischer Kriegführung aufzuheben. Am 30. März 1941 hatte er beispielsweise in einer geheimen Ansprache in der Reichskanzlei den über 200 Befehlshabern, Kommandeuren und Stabschefs der für das Unternehmen „Barbarossa“ vorgesehenen Verbände mitgeteilt, es gehe ihm um den „Kampf zweier Weltanschauungen gegeneinander“, die Wehrmacht müsse „vom Standpunkt des soldatischen Kameradentums abrücken, der Kommunist ist vorher kein Kamerad und nachher kein Kamerad. Es handelt sich um einen Vernichtungskrieg“.
Die Weisung wurde innerhalb der Wehrmacht beispielsweise durch den sogenannten Kommissarbefehl umgesetzt sowie Befehle zur Zusammenarbeit des Heeres mit den Einsatzgruppen, der Kriegsgerichtsbarkeit und das Verhalten der Truppe in der Sowjetunion.
Auf abenteuerlichem Wege ist der amerikanische Agent Sam E. Woods an eine Ablichtung der noch druckfrischen Weisung gelangt und sandte sie nach Washington, wo sie als echt angesehen wurde.
Sie wurde nach dem Zweiten Weltkrieg sowohl im Nürnberger Prozess gegen die Hauptkriegsverbrecher als auch im Ulmer Einsatzgruppen-Prozess als Beweismittel verwendet.
Am 20. Mai 2015 beschloss der Deutsche Bundestag, die noch lebenden früheren sowjetischen Kriegsgefangenen „symbolisch“ zu entschädigen. Man ging von ca. 4000 früheren Soldaten aus, denen jeweils 2500 Euro zuerkannt wurden. Die Aufarbeitung des Schicksals der getöteten sowjetischen Kriegsgefangenen ist noch nicht abgeschlossen.